# Malenkî, Krasîliv
Malenkî (în ucraineană Маленки) este un sat în comuna Tereșkî din raionul Krasîliv, regiunea Hmelnîțkîi, Ucraina.

## Demografie
Componența lingvistică a localității Malenkî
     Ucraineană (100%)
Conform recensământului din 2001, toată populația localității Malenkî era vorbitoare de ucraineană (100%).